# Joachim Linnemann
Joachim „Joe“ Linnemann (* 17. April 1951 in Frankfurt am Main) ist ein ehemaliger deutscher Basketball-Nationalspieler. Er nahm 1972 an den Olympischen Sommerspielen teil.

## Laufbahn
Der 2,01 Meter große Deutsch-Amerikaner wechselte 1971 aus den Vereinigten Staaten zum USC Heidelberg in die Basketball-Bundesliga, wo er unverzüglich Leistungsträger wurde. Nach der Saison 1971/72 verließ er den USC wieder.
1972 nahm er als Mitglied der bundesdeutschen Nationalmannschaft an den Olympischen Sommerspielen in München teil. In fünf Turniereinsätzen erzielte er im Schnitt 4,5 Punkte je Begegnung.
Mitte/Ende der 1970er Jahre spielte Linnemann für den TSV Quakenbrück in der 2. Basketball-Bundesliga.